# Farben meiner Welt
Farben meiner Welt (niem. Kolory mojego świata) – drugi album studyjny niemieckiej piosenkarki Yvonne Catterfeld, wydany 1 marca 2004. Uzyskał w Niemczech status złotej płyty.

## Lista utworów
1. Du hast mein herz gebrochen - 03:25
2. Wenn ich - 03:51
3. Aus der Sicht des Mondes - 04:05
4. Einmal ist keinmal - 03:32
5. Die Zeit des Wartens - 04:12
6. Liebe war es nicht - 04:06
7. Reichtum der Welt - 03:06
8. Ihre Art zu lachen - 03:17
9. Liebesbrief - 03:34
10. Halt mich - 04:41
11. Ich glaub an dich - 03:55
12. Du bleibst immer nach du - 03:51
13. Fliegen ohne Fliegel - 04:03
14. Für immer und Ewig - 04:29
15. Ferben meine Welt - 04:00
16. Sag mir - was mainst du? - 02:53
17. Der Schlüssel - 03:01
18. I believe - 03:12
19. Engel bliecken nie zurück - 04:31